# Hermelín (sýr)
Hermelín je označení pro český sýr s bílou ušlechtilou plísní na povrchu, který je napodobeninou francouzského sýra camembert. Na českém trhu se prodává pod různými komerčními názvy.

## Historie českého hermelínu
O oblibě sýrů Camembert věděla po 1. světové válce tehdejší generace českých sýrařů, díky které vznikl „Přibyslavský camembert“, jeden z prvních českých měkkých sýrů s ušlechtilou bílou plísní na povrchu v Česku. Vyráběl se v Hesově u Přibyslavi v mlékárenském družstvu, které je dnes známé pod názvem Pribina. Protože byla značka Camembert patentově chráněná, přišel Ing. Josef Hojdar, pozdější šéf společnosti Madeta, s názvem hermelín. Jméno bylo vybráno s ohledem na podobnost jemného plísňového povrchu s královským hermelínovým pláštěm z bílých hranostajů. Název byl patentově přihlášen 9. února 1946.

## Vlastnosti
Hermelín je bílého kruhovitého vzezření (vypadá jako puk). I po zakoupení a uchovávání v chladných místnostech se mění organoleptické vlastnosti tohoto sýra. Plísňové sýry jako hermelín či camembert mají charakteristickou chuť, kterou je vhodné kombinovat s jemně kořenitými mladými červenými víny (André, Cabernet Sauvignon, Frankovka, apod.).

## Použití
Hermelín je výborný i k bílému révovému vínu.[zdroj?]
Hermelín slouží k přípravě různých pokrmů:
- smažený hermelín
- grilovaný hermelín
- nakládaný hermelín
- hermelínová pomazánka